# Jerzy Krasowski (acteur)
Pour les articles homonymes, voir Jerzy Krasowski.
Jerzy Maciej Krasowski est un acteur, metteur en scène, directeur artistique et directeur de théâtre polonais né le 1er novembre 1925 à Varsovie et mort le 13 avril 2008 dans la même ville.

## Biographie
Jerzy Krasowski est né le 1er novembre 1925 à Varsovie, capitale de la Pologne.
Pendant la Seconde Guerre mondiale, il combat dans l'Armia Krajowa.
En 1951, il est diplômé du département d'interprétation et, en 1955, du département de mise en scène de l'Académie de théâtre Alexandre-Zelwerowicz.
Il fait ses débuts de metteur en scène au théâtre Jan Kochanowski (pl) en 1954 avec Wilki w nocy de Tadeusz Rittner (pl).
Il est membre du Parti ouvrier polonais de 1946 à 1948, de l'Union de la jeunesse polonaise de 1948 à 1957, et du Parti ouvrier unifié polonais à partir de 1948. De 1969 à 1979, il est membre du comité provincial du parti ouvrier unifié polonais à Wrocław et à Cracovie et entre 1975 et 1979, il fait partie du comité exécutif du même parti.
Il est le directeur de nombreux théâtres. D'abord à Opole, puis au théâtre populaire de Cracovie à Nowa Huta, qu'il dirige avec son épouse Krystyna Skuszanka.
Après avoir mis fin à sa coopération avec le théâtre populaire, Krasowski s'installe au théâtre Polski de Varsovie, puis au théâtre Polski (pl) de Wrocław.
En 1972, il retourne à Cracovie, où il commence à travailler au théâtre Juliusz-Słowacki en tant que directeur artistique jusqu'en 1981.
De 1983 à 1990, il est directeur général et artistique du théâtre national.
Il est également associé au Teatr Telewizji (pl).
Dans les années 1957-1958 et 1961-1962, il a été chargé de cours et, de 1972 à 1981, recteur de l'École nationale supérieure de théâtre Ludwik-Solski et, à partir de 1983, professeur à l'Académie de théâtre Alexandre-Zelwerowicz.
En 1977, il a publié un recueil de chroniques et de notes de mise en scène intitulé Sprawa teatru.
Il meurt le 13 avril 2008 à Varsovie. Il est enterré dans l'allée des Distingués au cimetière militaire de Powązki à Varsovie (section de cimetière A30-tuje-5).

## Récompenses et distinctions
Il est le lauréat du prix Konrad Swinarski, décerné par les rédacteurs du magazine mensuel Teatr pour la saison 1979/1980, pour avoir mis en scène la pièce Sto rąk, sto sztyletów de Jerzy Żurek au théâtre Juliusz-Słowacki.
Au cours des années de la République populaire de Pologne, il a été décoré, entre autres, de la croix d'officier et de chevalier de l'ordre de Polonia Restituta.
En 1977, il a reçu le prix de la ville de Cracovie.